# Цесар Еспинота
Цесар Еспинота ((шп. César Espinoza) је рођен 28. септембра 1900. у Виња дел Мар, Чиле, † 31. октобар 1956) био је чилеански фудбалер. Еспинота је играо на позицији голмана, био је члан репрезентације своје земље и учествовао је на првом фудбалском Светском купу 1930. године.

## Каријера

### У клубу
Током каријере Цесар Еспинота био је играч у клубовима Викториа де лос Андес и Сантиаго Вандерерс

### У репрезентацији
На Светском купу 1930. године у Уругвају, Еспинота је био само у саставу Чилеа, али није коришћен током турнира, пошто је главни голман тима био његов колега Роберто Кортес, који је бранио гол на свим утакмицама